# Funzione ricorsiva
Nella logica matematica e nell'informatica, le funzioni ricorsive sono una classe di funzioni dai numeri naturali ai numeri naturali che sono "calcolabili" in un qualche senso intuitivo. Infatti nella teoria della calcolabilità si mostra che le funzioni ricorsive corrispondono precisamente a quelle funzioni che possono essere calcolate tramite una macchina di Turing. 
Le funzioni ricorsive sono un sovrainsieme delle funzioni ricorsive primitive, ed infatti la loro definizione induttiva (come vedremo nel seguito) è costruita a partire da quella di queste ultime. Esistono quindi funzioni ricorsive che non sono anche ricorsive primitive, e l'esempio più noto è quello della funzione di Ackermann. Altre classi di funzioni equivalenti a quella delle funzioni ricorsive sono le funzioni λ-ricorsive e le funzioni che possono essere calcolate da un algoritmo di Markov.

## Descrizione

### Definizione
Le funzioni ricorsive sono definite sulla base delle funzioni ricorsive primitive.
Le funzioni ricorsive sono la più piccola classe di funzioni contenente le funzioni ricorsive primitive chiusa rispetto agli operatori di composizione, di ricorsione primitiva e all'operatore {\displaystyle \mu }, detto anche operatore di minimizzazione.
L'operatore {\displaystyle \mu } è così definito: data una funzione totale {\displaystyle f(y,x_{1},\ldots ,x_{n})} si ha una funzione (parziale) {\displaystyle \mu (f)(x_{1},\ldots ,x_{n})} definita nel seguente modo:
{\displaystyle {\begin{aligned}\mu (f)(x_{1},\ldots ,x_{n})=y\qquad {\text{se e solo se}}\qquad y{\text{ è il più piccolo naturale tale che }}f(y,x_{1},\ldots ,x_{n})=0\ \ {\text{ (se esiste).}}\end{aligned}}}
Le funzioni ricorsive primitive sono quindi un sottoinsieme delle funzioni ricorsive. Si noti che mentre le funzioni ricorsive primitive sono sempre totali (il viceversa non è  vero), le funzioni ricorsive possono essere parziali, ossia possono non essere definite per alcuni valori di input: infatti, l'operatore minimizzazione non restituisce alcun valore nel caso in cui la funzione a cui è applicato non si annulla per nessun valore dell'argomento.

### Esempi di funzioni ricorsive
- Numero di Fibonacci
- Funzione 91 di McCarthy
- Funzione di Sudan

### Esempio di programma
In informatica, ecco un esempio di funzione ricorsiva:
function factorial(n)

```
  if n == 0 then

    return 1

  end

    
  return n * factorial(n - 1)

end
```

## Limitazioni: funzioni non ricorsive
Non tutte le funzioni sono calcolabili, cioè ricorsive. Ecco alcuni esempi.

### Il problema della fermata

#### Teorema
Consideriamo una qualunque enumerazione delle funzioni ricorsive, in cui la funzione {\displaystyle \varphi _{i}} corrisponde alla {\displaystyle i+1}-esima funzione ricorsiva. Cioè detta {\displaystyle f} la {\displaystyle i+1}-esima funzione ricorsiva, abbiamo:
{\displaystyle \varphi _{i}(y)=f(y)}
Allora, non esiste nessuna funzione ricorsiva {\displaystyle g} tale che per ogni {\displaystyle x} e {\displaystyle y}
{\displaystyle g(x,y)={\begin{cases}1&{\mbox{se }}\varphi _{x}(y){\mbox{ è definita}}\\0&{\mbox{altrimenti }}\end{cases}}}
Questo problema è una formulazione del problema della fermata. Si veda l'apposita sezione nell'articolo sugli insiemi ricorsivi per una formulazione alternativa.

#### Dimostrazione
Supponiamo per ipotesi che {\displaystyle g} sia ricorsiva. Allora lo sarebbe anche una funzione {\displaystyle h} così definita:
{\displaystyle h(x)={\begin{cases}1&{\mbox{se }}g(x,x)=0{\mbox{, cio}}{\grave {e}}{\mbox{ se }}\varphi _{x}(x){\mbox{ non }}{\grave {e}}{\mbox{ definita}}\\{\text{indefinita}}&{\mbox{altrimenti}}\end{cases}}}
Diciamo che nell'enumerazione delle funzioni ricorsive che abbiamo dato, {\displaystyle e} sia l'indice della funzione {\displaystyle h}, e che quindi {\displaystyle h=\varphi _{e}}.
Se passiamo l'indice {\displaystyle e} (che è un numero naturale) come parametro alla funzione {\displaystyle h}, abbiamo {\displaystyle h(e)=\varphi _{e}(e)}.
Per la definizione di {\displaystyle h} abbiamo che {\displaystyle h=1} se e solo se {\displaystyle g(e,e)=0}.
Ma per la definizione di {\displaystyle g} abbiamo che {\displaystyle g(e,e)=0} se e solo se {\displaystyle \varphi _{e}(e)} non è definita.
Ricapitolando {\displaystyle \varphi _{e}(e)=h(e)=1} se e solo se {\displaystyle g(e,e)=0}, che è come dire che {\displaystyle \varphi _{e}(e)=1} se e solo se {\displaystyle \varphi _{e}(e)} non è definita, che è assurdo.
Quindi questa dimostrazione per assurdo mostra che l'ipotesi iniziale "{\displaystyle g} è ricorsiva" è falsa.